# 礼物——古式社会中交换的形式与理由
《礼物：古式社会中交换的形式与理由》（法語：Essai sur le don：Forme et raison de l'échange dans les sociétés archaïques）是法国社会学家马塞尔·莫斯最重要的作品，它于1925年发表在《社会学年鉴》上。在书中莫斯通过对斯堪的纳维亚、西北美洲和美拉尼西亚等地古代世界的资料进行汇总，莫斯主要考察了「库拉」、「金瓦利」，「通家」三种现象，提出了人类社会原本没有市场、交易、买卖，甚至契约的命题。马塞尔·莫斯認為社会的根基不是西方政治哲学主张的、至少在规范层面上的契约，而是理论上自愿、实际上义务性的礼物交换。
《礼物》最终得出了三方面的结论：
一、社会生活不仅关于功利，也关于情感，集体应该回归古式的当众赠与的、慷慨的道德。
二、礼物交换不是经济理性的，礼物本身可能是没有功用的东西，交换可能在于维持一种有利可图的且无法拒绝的联盟。
三、对于社会现象的研究应该考虑整体，寻找差异现象中的一般性。

## 另見
- 禮物經濟